# Guido Unger

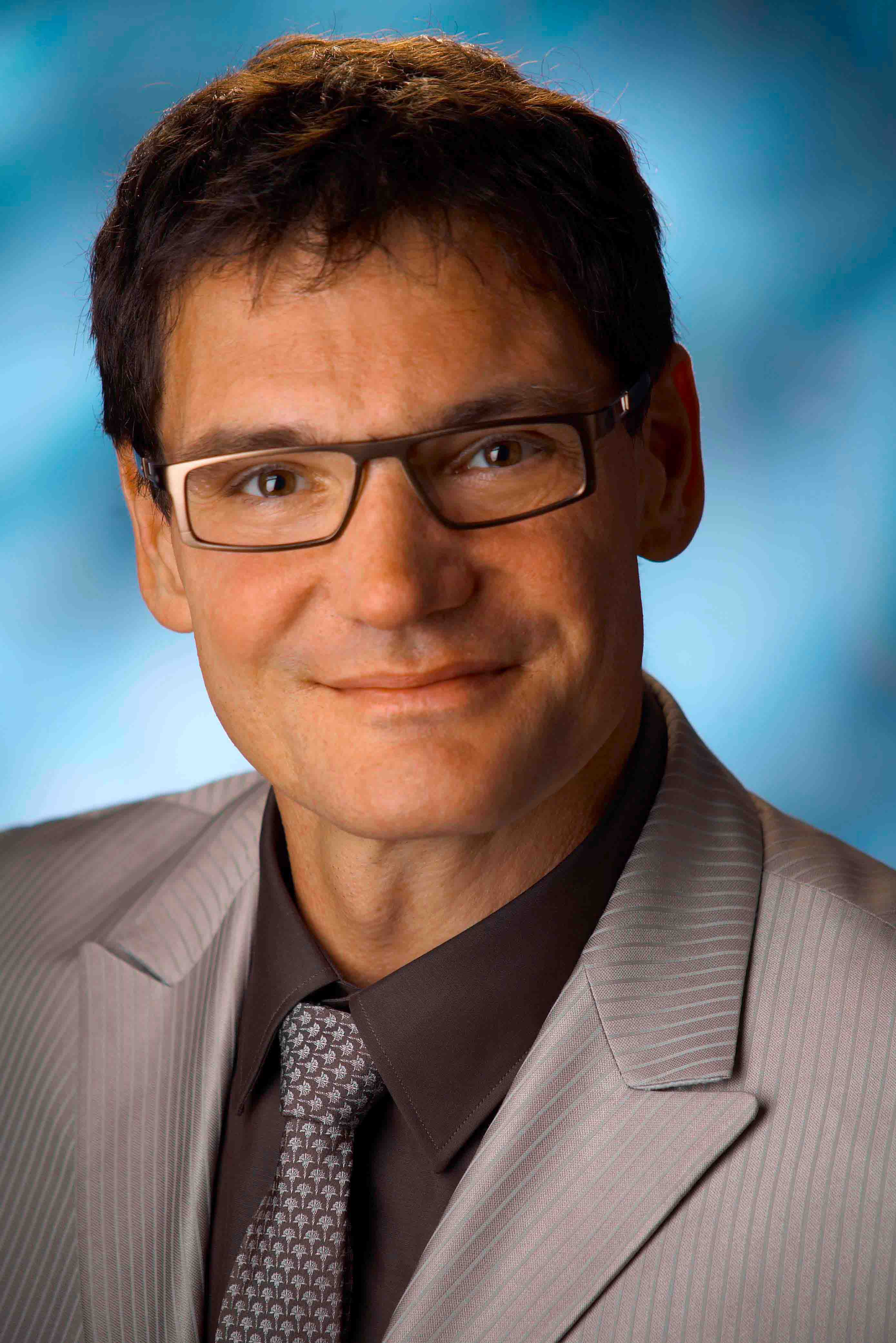
Guido Unger (2011)

Guido Unger (* 12. Oktober 1967 in Andernach, Rheinland-Pfalz) ist ein ehemaliger deutscher Karate-Sportler, der in den 1990er Jahren zum Kader des Deutschen Karate Verbandes gehörte und für den Verein TB Andernach startete. 1997 wurde er in Kalifornien Weltmeister der World Shotokan Karate-Do Association (WSKA) in der Kategorie „Kumite Team“.

## Erfolge
- 1993: 3. Platz Deutsche Meisterschaft (Kumite Allkategorie)
- 1994: 3. Platz Deutsche Meisterschaft (Kumite +80 kg); 2. Platz ESKA Cup (Kumite Einzel)
- 1995: 7. Platz Deutsche Meisterschaft (Kumite +80 kg); 2. Platz WSKA Cup (Kumite Einzel)
- 1997: 5. Platz Nakayama Cup (Kumite Einzel); 3. Platz Europameisterschaft (Kumite Team); 1. Platz WSKA Cup (Kumite Team)[1]

## Einzelnachweis
1. ↑  
Guido Unger. Personaleintrag bei www.chronik-karate.de. Abgerufen am 10. Dezember 2013.

| Personendaten    | Personendaten            |
| ---------------- | ------------------------ |
| NAME             | Unger, Guido             |
| KURZBESCHREIBUNG | deutscher Karate-Kämpfer |
| GEBURTSDATUM     | 12. Oktober 1967         |
| GEBURTSORT       | Andernach, Rheinland     |